# 塔胡埃科
塔胡埃科，是西班牙卡斯蒂利亚-莱昂索里亚省的一个市镇。总面积18平方公里，总人口115人（2001年），人口密度6人/平方公里。